# Kim Woo-seok
Dans ce nom coréen, le nom de famille, Kim, précède le nom personnel.
Kim Woo-seok (en coréen : 김우석), connu sous le pseudonyme de Wooshin, né le 27 octobre 1996 à Daejeon, est un chanteur et danseur sud-coréen. Jusqu'à son départ en 2023 du boys band de K-pop UP10TION il était le chanteur, danseur,visuel et le visage du groupe. Il a aussi fait partie du groupe X1 de 2019 à 2020, formé en par le programme "Produce X 101" où il finit deuxième

## Biographie

### Jeunessse
Il est fils unique. 
En 2015, il intègre l'université de Dong-ah pour se former au chant et à la danse dans le domaine de la K-pop.
Quelque temps plus tard, il est transféré à la Global Cyber University, pour intégrer le Département du divertissement et des médias. 

### Carrière

#### 2015 - 2018: ses débuts avecUP10TION
Il fait sa première apparition à la télévision dans l'émission Masked Rookie King en 2015, en tant que débutant dans le milieu. Il est le premier membre du groupe à être dévoilé auprès du public. Wooshin fait ses débuts officiels le 11 septembre 2015, avec le premier album du groupe, Top Secret.
Il est ensuite présentateur de l'émission The Show sur SBS, aux côtés de la chanteuse Jeon So-mi, du 11 octobre 2016 au 25 avril 2017.
Le 8 mars 2017, il fait ses débuts au Japon avec UP10TION, grâce à leur premier single japonais intitulé ID. Par la suite, il se retire temporairement du milieu artistique en raison de problèmes psychologiques. Il fait son retour neuf mois plus tard, et rejoint les autres membres pour la promotion de leur nouvel album, intitulé Invitation.

#### 2019 - en ce moment:Produce X 101,X1et débuts en solo
En mars 2019, Wooshin déclare être participant de l'émission de télé-réalité musicale Produce X 101, avec Wei, un autre membre du groupe UP10TION,. Lors de la finale, il atteint en seconde position avec 3,120,276 votes, gagnant ainsi sa place pour intégrer le groupe sortant de l'émission. Dès lors, Woohin débute avec X1 le 27 août 2019. Cependant, à la suite d'un scandale médiatique révélant les manipulations de votes lors de l'émission, X1 est dissous en janvier 2020. Il réintègre alors le groupe UP10TION pour leurs prochaines promotions.
Il commence sa carrière en solo avec le mini-album 1ST DESIRE [GREED], et sa chanson phare intitulée Red Moon accompagnée du clip-vidéo, tous deux sortis le 25 mai 2020.

## Discographie
Mini-albums
- 25 mai 2020 : 1ST DESIRE [GREED]

Singles
- 25 mai 2020 : Red Moon

## Filmographie

### Émissions de télévision
| Année | Titre               | Chaîne  | Notes                                        | Références |
| ----- | ------------------- | ------- | -------------------------------------------- | ---------- |
| 2016  | The Show            | SBS MTV | Présentateur avec Jeon So-mi                 | ,          |
| 2019  | Produce X 101       | Mnet    | Participant                                  |            |
| 2019  | X1 - Flash          | Mnet    |                                              |            |
| 2020  | King of Mask Singer | MBC     | Participant les vendredis (épisodes 249–250) | ,          |